# 四平方定理
数学において、ラグランジュの四平方定理 (Lagrange's four square theorem) は、全ての自然数が高々四個の平方数の和で表されることを主張する定理である。これはフェルマーの多角数定理の四角数の場合に当たり、ウェアリングの問題の二次の場合に当たる。ヤコビの四平方定理 (Jacobi's four square theorem) は自然数を高々四個の平方数の和で表す方法の数を与える定理である。

## ラグランジュの四平方定理の証明
オイラーの四平方恒等式
{\displaystyle {\begin{aligned}(a_{1}^{2}+a_{2}^{2}+a_{3}^{2}+a_{4}^{2})(b_{1}^{2}+b_{2}^{2}+b_{3}^{2}+b_{4}^{2})=&(a_{1}b_{1}+a_{2}b_{2}+a_{3}b_{3}+a_{4}b_{4})^{2}\\+&(a_{1}b_{2}-a_{2}b_{1}+a_{3}b_{4}-a_{4}b_{3})^{2}\\+&(a_{1}b_{3}-a_{2}b_{4}-a_{3}b_{1}+a_{4}b_{2})^{2}\\+&(a_{1}b_{4}+a_{2}b_{3}-a_{3}b_{2}-a_{4}b_{1})^{2}\end{aligned}}}
により、各々高々四個の平方数の和に表される二数の積は高々四個の平方数の和に表される。
従って、全ての素数に関して高々四個の四角数の和に表されることを証明すれば、全ての合成数も高々四個の四角数の和に表されることになる。
偶数の素数2に関しては、{\displaystyle 2=1^{2}+1^{2}}より明らかである。
次に奇素数{\displaystyle p}について証明する。{\displaystyle p-1}が{\displaystyle p}の平方剰余であれば、
{\displaystyle {\begin{aligned}&s_{1}^{2}\equiv -1\;(\operatorname {mod} \;p)\\&s_{1}^{2}+1^{2}+0^{2}+0^{2}\equiv 0\;(\operatorname {mod} \;p)\\\end{aligned}}}
となる{\displaystyle s_{1}}が存在する。{\displaystyle p-1}が平方非剰余であれば、{\displaystyle 1\leq {k}<p-1}で{\displaystyle k}が平方剰余、{\displaystyle k+1}が平方非剰余となるものが存在する。{\displaystyle (-1)(k+1)}は二個の平方非剰余の積であるから平方剰余である。従って、
{\displaystyle {\begin{aligned}&s_{1}^{2}+s_{2}^{2}\equiv {k-(k+1)}=-1\;(\operatorname {mod} \;p)\\&s_{1}^{2}+s_{2}^{2}+1^{2}+0^{2}\equiv 0\;(\operatorname {mod} \;p)\\\end{aligned}}}
となる{\displaystyle s_{1},s_{2}}が存在する。いずれにしても、
{\displaystyle s_{1}^{2}+s_{2}^{2}+s_{3}^{2}+s_{4}^{2}=fp}
は解を持つ。その解の中で{\displaystyle f}が最小になるものを選ぶと{\displaystyle f=1}であることを証明する。{\displaystyle f>1}を逆に仮定して背理法を用いる。{\displaystyle f}が偶数であれば、{\displaystyle s_{1},s_{2},s_{3},s_{4}}の順序を適当に選ぶと{\displaystyle {s_{1}}\pm {s_{2}}}と{\displaystyle {s_{3}}\pm {s_{4}}}が共に偶数になり、
{\displaystyle \left({\frac {s_{1}+s_{2}}{2}}\right)^{2}+\left({\frac {s_{1}-s_{2}}{2}}\right)^{2}+\left({\frac {s_{3}+s_{4}}{2}}\right)^{2}+\left({\frac {s_{3}-s_{4}}{2}}\right)^{2}={\frac {s_{1}^{2}+s_{2}^{2}+s_{3}^{2}+s_{4}^{2}}{2}}={\frac {f}{2}}p}
であるから最小の{\displaystyle f}を選んだという仮定に背く。故に{\displaystyle f}は奇数である。{\displaystyle f}を法とする{\displaystyle s_{1},s_{2},s_{3},s_{4}}の最小剰余を{\displaystyle t_{1},t_{2},t_{3},t_{4}}とすると
{\displaystyle t_{1}^{2}+t_{2}^{2}+t_{3}^{2}+t_{4}^{2}\equiv {s_{1}^{2}+s_{2}^{2}+s_{3}^{2}+s_{4}^{2}}\equiv {0}{\pmod {f}}}
{\displaystyle t_{1}^{2}+t_{2}^{2}+t_{3}^{2}+t_{4}^{2}=ef\leq {4\left({\frac {f-1}{2}}\right)^{2}}<f^{2}}
もしも{\displaystyle {t_{1}}={t_{2}}={t_{3}}={t_{4}}=0}ならば{\displaystyle {s_{1}}\equiv {s_{2}}\equiv {s_{3}}\equiv {s_{4}}\equiv 0\;({\bmod {\;}}f)}であるから{\displaystyle s_{1}^{2}+s_{2}^{2}+s_{3}^{2}+s_{4}^{2}=fp\;({\bmod {\;}}f^{2})}である。これは{\displaystyle p}が素数であるという仮定に背くから{\displaystyle {e}\geq 1}である。四平方恒等式により
{\displaystyle {\begin{aligned}(fp)(ef)&=(s_{1}^{2}+s_{2}^{2}+s_{3}^{2}+s_{4}^{2})(t_{1}^{2}+t_{2}^{2}+t_{3}^{2}+t_{4}^{2})\\&=(s_{1}t_{1}+s_{2}t_{2}+s_{3}t_{3}+s_{4}t_{4})^{2}+(s_{1}t_{2}-s_{2}t_{1}+s_{3}t_{4}-s_{4}t_{3})^{2}+(s_{1}t_{3}-s_{2}t_{4}-s_{3}t_{1}+s_{4}t_{2})^{2}+(s_{1}t_{4}+s_{2}t_{3}-s_{3}t_{2}-s_{4}t_{1})^{2}\end{aligned}}}
{\displaystyle {s_{i}}\equiv {t_{i}}\;({\bmod {\;}}f)}であるから{\displaystyle {s_{1}t_{1}+s_{2}t_{2}+s_{3}t_{3}+s_{4}t_{4}}\equiv {s_{1}^{2}+s_{2}^{2}+s_{3}^{2}+s_{4}^{2}}\equiv {0}\;({\bmod {\;}}f)}であり、他の項も同様であるから
{\displaystyle \left({\frac {s_{1}t_{1}+s_{2}t_{2}+s_{3}t_{3}+s_{4}t_{4}}{f}}\right)^{2}+\left({\frac {s_{1}t_{2}-s_{2}t_{1}+s_{3}t_{4}-s_{4}t_{3}}{f}}\right)^{2}+\left({\frac {s_{1}t_{3}-s_{2}t_{4}-s_{3}t_{1}+s_{4}t_{2}}{f}}\right)^{2}+\left({\frac {s_{1}t_{4}+s_{2}t_{3}-s_{3}t_{2}-s_{4}t_{1}}{f}}\right)^{2}=ep}
を得る。これは最小の{\displaystyle f}を選んだという仮定に背く。故に{\displaystyle f=1}でなければならない。
以上により、全ての奇素数が高々四個の平方数の和で表されることが証明された。
Q.E.D.

## 正の平方数の和
全ての自然数は高々四個の正の平方数の和で表される。しかし、「高々」を外すと、四個の正の平方数で和で表されない自然数が無数に存在する。例えば、22n+1であるが、仮りに22n+1が四個の正の平方数の和で表されると仮定すると、法8で考えて四個の偶数の平方数の和でなければならないから、
{\displaystyle {\begin{aligned}&2^{2n+1}=(2x)^{2}+(2y)^{2}+(2z)^{2}+(2w)^{2}\\&2^{2n-1}=x^{2}+y^{2}+z^{2}+w^{2}\\\end{aligned}}}
であり、最終的に2=x2+y2+z2+w2となる正の整数x,y,z,wが存在することになる。しかし、それは明らかに不可能である。従って、22n+1は四個の正の平方数の和で表されない。同様に22n+13と22n+17も四個の正の平方数の和で表されない。この他に1,3,5,9,11,17,29,41も四個の正の平方数の和で表されない。しかしながら、34以上の全ての自然数は五個の正の平方数の和で表される。34以上169未満の整数が五個の正の平方数の和で表されることは個別に確かめられる。169以上の整数Nについては、
{\displaystyle {\begin{aligned}169&=13^{2}\\&=5^{2}+12^{2}\\&=3^{2}+4^{2}+12^{2}\\&=1^{2}+2^{2}+8^{2}+10^{2}\\&=1^{2}+2^{2}+2^{2}+4^{2}+12^{2}\\\end{aligned}}}
であるから、N-169がk個の平方数の和で表されるときに169を5-k個の平方数の和の和で表すとすれば、Nが五個の正の平方数の和で表されることになる。

## ヤコビの四平方定理
自然数を高々四個の平方数の和で表す方法の数は、ヤコビの四平方定理
{\displaystyle r_{4}(N)=8\sum _{4{\nmid }d{\mid }N}d}
によって与えられる。但し、シグマ記号は4で整除されないNの約数（1とNを含む）について和を取ることを表す。例えば、
{\displaystyle r_{4}(12)=8\left(1+2+3+6\right)=96}
であるが、実際に12を高々四個の平方数の和で表す方法は
{\displaystyle {\begin{aligned}12&=(\pm 2)^{2}+(\pm 2)^{2}+(\pm 2)^{2}+0^{2}\\&=(\pm 2)^{2}+(\pm 2)^{2}+0^{2}+(\pm 2)^{2}\\&=(\pm 2)^{2}+0^{2}+(\pm 2)^{2}+(\pm 2)^{2}\\&=0^{2}+(\pm 2)^{2}+(\pm 2)^{2}+(\pm 2)^{2}\\&=(\pm 3)^{2}+(\pm 1)^{2}+(\pm 1)^{2}+(\pm 1)^{2}\\&=(\pm 1)^{2}+(\pm 3)^{2}+(\pm 1)^{2}+(\pm 1)^{2}\\&=(\pm 1)^{2}+(\pm 1)^{2}+(\pm 3)^{2}+(\pm 1)^{2}\\&=(\pm 1)^{2}+(\pm 1)^{2}+(\pm 1)^{2}+(\pm 3)^{2}\\\end{aligned}}}
であり、符号と順序を区別すれば96個になる。

## 関連文献
- 高木貞治「附記　整数を平方数の和に分解すること」『初等整数論講義』（第2版）共立出版、1971年10月15日、71-74頁。ISBN 978-4-320-01001-7。
- G・H・ハーディ、E・M・ライト「20.5　4平方数の定理」『数論入門 II』示野信一・矢神毅 訳、丸善出版〈シュプリンガー数学クラシックス9〉、2001年7月1日、38-40頁。ISBN 978-4-621-06247-0。